# Shimoda

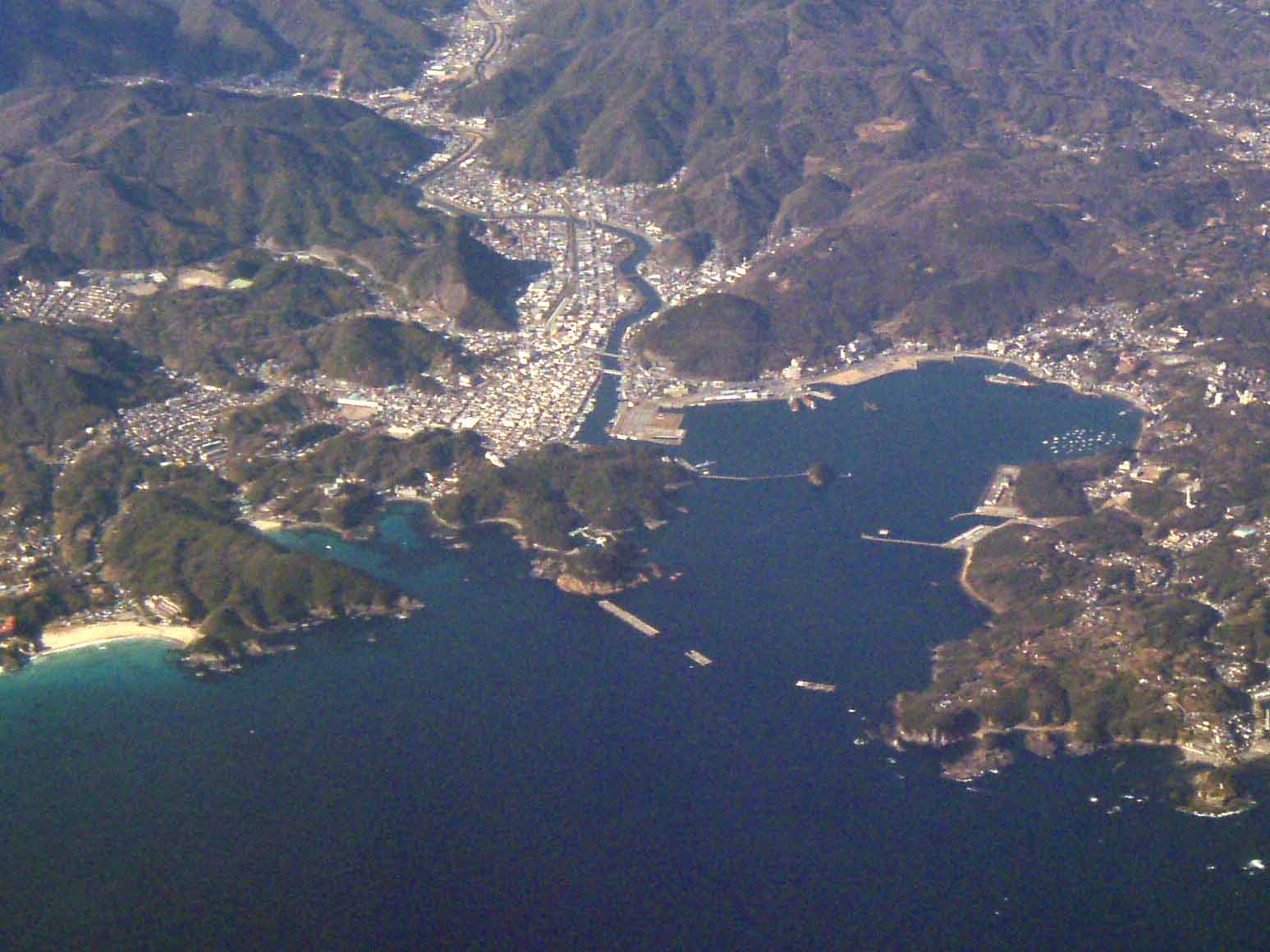
Shimoda, vedere din avion

Shimoda (下田市 Shimoda-shi?) este un municipiu din Japonia, prefectura Shizuoka.